# Vòng loại giải vô địch bóng đá thế giới 2022 khu vực châu Đại Dương (Vòng sơ loại)
Vòng sơ loại của Vòng loại giải vô địch bóng đá thế giới 2022 khu vực châu Đại Dương sẽ diễn ra vào 14 tháng 3, 2022.

## Thể thức
2 đội xếp hạng kém nhất châu Đại Dương (Tonga và Quần đảo Cook) sẽ tham gia vòng sơ loại để chọn ra đội thắng sẽ giành quyền vào vòng bảng.

## Kết quả
| Đội 1 | Tỉ số            | Đội 2         |
| ----- | ---------------- | ------------- |
| Tonga | Đình chỉ thi đấu | Quần đảo Cook |

## Trận đấu
| Tonga | Đình chỉ thi đấu | Quần đảo Cook |
| ----- | ---------------- | ------------- |
|       |                  |               |